# Stegeborgs landskommun
Stegeborgs landskommun var en tidigare kommun i Östergötlands län.

## Administrativ historik
Den 1 januari 1952 genomfördes den första av 1900-talets två genomgripande kommunreformer i Sverige. Antalet kommuner minskades från 2498 till 1037.
Stegeborg bildades då genom sammanläggning av de tidigare kommunerna Börrums landskommun, Mogata landskommun, Sankt Anna landskommun och Skällviks landskommun.
Den fick sitt namn efter Stegeborgs slottsruin i Skällvik.
Kommunen existerade fram till 1974, då den gick upp i Söderköpings kommun, där området nu utgör den östra delen.

### Kyrklig tillhörighet
I kyrkligt hänseende tillhörde kommunen församlingarna Börrum, Mogata, S:t Anna och Skällvik.

## Kommunvapnet
Blasonering: I rött fält ett från en medelst vågskura bildad stam av silver uppskjutande krenelerat torn av guld, åtföljt på dexter sida av en stolpvis ställd hammare och på sinister sida av en stolpvis ställd fisk, bägge av silver.

## Geografi
Stegeborgs landskommun omfattade den 1 januari 1952 en areal av 318,55 km², varav 315,75 km² land.

### Tätorter i kommunen 1960
I Stegeborgs landskommun fanns den 1 november 1960 ingen tätort. Tätortsgraden i kommunen var då alltså 0,0 procent.

## Politik

### Mandatfördelning i valen 1950–70
| 12 | 13 | 4 | 6 |

| 32 |

| 12 | 13 | 5 | 5 |

| 31 |

| 10 | 15 | 4 | 6 |

| 31 |

| 11 | 14 | 4 | 6 |

| 29 | 6 |

| 9 | 15 | 3 |  | 7 |

| 28 | 7 |

| 9 | 17 | 3 |  | 5 |

| 27 | 8 |